# Contract research organization
Una Contract Research Organization (CRO) o Organizzazione di Ricerca a Contratto è un'organizzazione che fornisce supporto all'interno dell'industria farmaceutica e delle biotecnologie. Le CRO offrono ai clienti una vasta schiera di servizi relativi alla ricerca in campo clinico/farmaceutico.
I servizi offerti da una CRO includono: sviluppo dei prodotti, clinical trial management (dalla fase preclinica alla fase IV), monitoraggio clinico e medico, data management, statistica, ma possono anche estendersi alla farmacovigilanza, al medical writing e a supporti per le attività regolatorie. Una CRO può essere una grande organizzazione internazionale o al contrario una piccola azienda, spesso rivolta a nicchie di elevata specializzazione.
In tema di sperimentazione clinica dei farmaci, il promotore dello studio - di solito un'industria farmaceutica oppure un'istituzione scientifica o assistenziale - può affidare una parte o tutte le proprie competenze ad una CRO mantenendone tuttavia parte delle responsabilità, con scarse differenze tra i vari paesi.
In Italia la natura dei requisiti minimi e molte delle attività proprie di una CRO sono regolamentate dal Decreto Ministeriale (DM) del 15 novembre 2011 Definizione dei requisiti minimi per le organizzazioni di ricerca a contratto (CRO) nell'ambito delle sperimentazioni cliniche di medicinali, pubblicato sulla Gazzetta Ufficiale n. 11 del 14 gennaio 2012 in sostituzione del precedente DM 31 marzo 2008 che fu oggetto di critiche da parte di diversi operatori del settore.
In genere il servizio più frequentemente delegato dal promotore di una sperimentazione ad una CRO è rappresentato dal monitoraggio dei centri clinici in conformità con quanto previsto dal DM 15 luglio 1997 Linee guida per la buona pratica clinica. Le CRO adempiono a tale compito attraverso propri C.R.A. (Clinical Research Associate), detti anche "monitor" e i C.T.A (Clinical Trial Assistant). Il percorso formativo dei "monitor", i quali possono avere con la CRO un rapporto di lavoro dipendente oppure di semplice consulenza, è regolamentato dal DM 15 novembre 2011.